# 五十嵐晴香
五十嵐 晴香（いがらし はるか、Haruka Igarashi 、12月2日 - ）は、日本の女優。東京都出身。父は日本のロックバンド、JUDY AND MARYの元ドラマー、五十嵐公太。

## 出演

### テレビドラマ
- よしもとドラマ部 ～金の卵オーディション(2)「いつも誰かが聞いている」（2018年5月27日、BS-TBS） - リョウ 役[1]
- 「サクラ咲く」（2016年3月6日）毎週日曜 22:00

### テレビ
- 「Creative World」（Season2 - ） KXLA[2]
- FX on Hulu「Shogun」Lady Rin 役

### 映画
- Remains of Nation（2022） - Lieutenant Nomura 役
- Parachutes(2025) - Keiko 役

### 舞台
- 劇団14歳 第2限目「修学旅行」（2013年3月、池袋シアターグリーンBASE THEATER） - シャトミ 役[3]
- 劇団14歳 第3限目「サクラにままごと」（2013年5月、池袋シアターグリーン BASE THEATER） - アカネ 役[3]
- エーシアター時代活劇「氷のほむら」(2014年6月14日 - 18日、シアターKASSAI） - お染 役
- Casual Meets Shakespeare「RomeO and JulieT」（2014年10月16日 - 20日） - キャピュレット夫人
- ガールズミュージカル「アリババとモルギアナ王女」（2014年11月25日 - 30日）- 盗賊フェリ 役
- SP/ACE=projet 「PRISM」（2015年2月4日 - 8日、シアターグリーン BIG TREE THEATER） - 雷の巫女 役
- 15周年記念公演〜演劇企画ユニット 劇団山本屋「1号」『あまもり』（2015年4月1日 - 5日、東京芸術劇場シアターウエスト） - ガラシ・ハル 役[4]
- Casual Meets Shakespeare「The Twelfth Night」（2015年10月28日 - 11月1日、新宿シアターモリエール） - マライア 役
- 舞台「クジラの子らは砂上に歌う」（2016年4月14日 - 19日、AiiA 2.5 Theater Tokyo） - アンサンブル[5]
- Casual Meets Shakespeare「A Midsummer Night’s Dream」（2016年6月1日 - 5日、ラゾーナ川崎プラザソル） - フルート 役 [6]
- 蜂寅企画「きら星のごとく」（2016年9月7日 - 11日、シアターグリーン BIG TREE THEATER） - こずえ役 [7]
- Casual Meets Shakespeare「Macbeth SC」（2016年10月13日 - 17日、ラゾーナ川崎プラザソル） - マクベス夫人の付き人 役 [6]
- 2.5 Escape Stage「甲鉄城のカバネリ」（2017年1月6日 - 12日、シアター1010） - 甲鉄員の乗組員[8]
- SP/ACE = project 「恋文ガール！」（2017年5月24日 - 28日、シアターKASSAI） - アヤ 役[6]
- 舞台「四月は君の嘘」（2017年8月24日 - 9月3日、AiiA 2.5 Theater Tokyo / 2017年9月7日 - 10日、梅田芸術劇場 シアター・ドラマシティ） - 柏木奈緒 役[9]
- Casual Meets Shakespeare 「じゃじゃ馬ならし」（2017年11月3日 - 12日、ラゾーナ川崎プラザソル） - グレミオー 役[6]
- 舞台「クジラの子らは砂上に歌う」再演（2018年1月25日 - 28、AiiA 2.5 Theater Tokyo / 2018年2月2日 - 4日、大阪府 サンケイホールブリーゼ） - シエナ 役[5]
- SP/ACE = project 「アリスの愛はどこにある」（2018年4月25日 - 29日、新宿シアターモリエール） - グレイス 役[6]
- 「白虎隊~獅子たちの什の掟~」（2018年9月27日 - 30日、渋谷区文化総合センター大和田・伝承ホール） - 平田小蝶役 [10]
- 人狼 ザ・ライブプレイングシアター 「#31:VILLAGE XVI 花埋ル丘」- （2018年11月13日 - 17日、シアター1010） - ソフィア 役[11]
- 舞台「やがて君になる」（2019年5月3日 - 12日、全労済ホール/スペースゼロ） - 日向朱里 役[12]
- 人狼 ザ・ライブプレイングシアター 「人狼TLPT α English ver.#37」（2020年1月9日 - 15日、浅草花劇場） - KUNOICHI 役[13]